# 京成電設工業
京成電設工業株式会社（けいせいでんせつこうぎょう）は、京成グループ内の電気設備工事事業者である。

## 事業概要
京成グループの鉄道電気設備の設計支援・施工・維持管理業務を中心に、一般電気設備も手掛ける企業。グループ内外に実績があり、京成電鉄、新京成電鉄、北総鉄道、関東鉄道のようなグループ各社のみならず、芝山鉄道、東葉高速鉄道とも取引がある。